# Metropolialdea
Die Comarca Metropolialdea ist eine der 14 Comarcas in der autonomen Gemeinschaft Navarra.
Die im Zentrum gelegene Comarca umfasst 17 Gemeinden auf einer Fläche von 481,33 km².

## Gemeinden
| Gemeinde                  | Einwohner (2024) | Fläche km² | Dichte Einw./km² | Cod INE | Postleitzahl        |
| ------------------------- | ---------------- | ---------- | ---------------- | ------- | ------------------- |
| Ansoáin/Antsoain          | 10.641           | 1,93       | 5.513            | 31016   | 31013               |
| Aranguren                 | 12.787           | 40,60      | 315              | 31023   | 31192               |
| Barañáin/Barañain         | 19.606           | 1,39       | 14.105           | 31901   | 31010               |
| Beriáin                   | 4.197            | 5,43       | 773              | 31905   | 31191               |
| Berrioplano/Berriobeiti   | 7.631            | 26,03      | 293              | 31902   | 31195               |
| Berriozar                 | 11.201           | 2,71       | 4.133            | 31903   | 31013               |
| Burlada/Burlata           | 21.078           | 2,12       | 9.942            | 31060   | 31600               |
| Cizur                     | 3.940            | 52,50      | 75               | 31076   | 31190               |
| Galar                     | 2.400            | 44,84      | 54               | 31109   | 31191               |
| Huarte/Uharte             | 7.737            | 3,84       | 2.015            | 31122   | 31620               |
| Noáin                     | 8.469            | 48,15      | 176              | 31088   | 31110               |
| Orkoien                   | 4.097            | 5,64       | 726              | 31906   | 31160               |
| Pamplona                  | 207.777          | 25,24      | 8.232            | 31201   | 31001–31016         |
| Tiebas-Muruarte de Reta   | 660              | 21,35      | 31               | 31228   | 31398               |
| Valle de Egüés/Eguesibar  | 22.443           | 53,28      | 421              | 31086   | 31620, 31621, 31486 |
| Villava/Atarrabia         | 10.016           | 1,06       | 9.449            | 31258   | 31610               |
| Zizur Mayor/Zizur Nagusia | 16.124           | 5,05       | 3.193            | 31907   | 31180               |
| Comarca Metropolialdea    | 370.804          | 341,43     | 1.086            | –       | –                   |

Auf dem Gebiet der Comarca befinden sich noch das gemeindefreie Gebiete (Comunidades) Facería 62 auf einer Fläche von 0,27 km².